# Kim Hyang-gi
Kim Hyang-gi (* 9. August 2000 in Yongin, Südkorea) ist eine südkoreanische Schauspielerin.
Sie begann ihre Karriere als Kinderdarstellerin im Alter von sechs Jahren. 2014 spielte sie eine zentrale Rolle in dem Film Thread of Lies. 2017 und 2018 spielte sie eine der Hauptrollen in den Fantasy-Blockbustern Along With the Gods 1 und 2.
2018 spielte sie die Hauptrolle in dem Film Youngjoo von Cha Sung-duk, der seine Premiere auf den Internationalen Filmfestspielen von Busan 2018 feierte. Youngjoo verliert ihre Eltern durch einen Autounfall und muss so früh selbständig werden, um sich und ihren Bruder zu ernähren. Die Situation verschlechtert sich, als sie keine Unterstützung von ihren Verwandten erhält und ihr Bruder festgenommen wird. Youngjoo entschließt, die Person, die für den Tod ihrer Eltern verantwortlich ist, aufzusuchen. Doch sie zögert zu sagen, wer sie ist. Stattdessen arbeitet sie in deren Restaurant.

## Filmografie

### Filme
- 2006: Heart Is… (마음이 Maeumi)
- 2008: Cherry Tomato (방울토마토)
- 2008: Girl Scout (걸스카우트)
- 2008: Jalmot-doen Mannam (잘못된 만남)
- 2009: Private Eye (그림자 살인)
- 2010: Wedding Dress (웨딩드레스)
- 2010: Troubleshooter (해결사 Haegyeolsa)
- 2011: Late Blossom (그대를 사랑합니다)
- 2012: The Grand Heist (바람과 함께 사라지다)
- 2012: A Werewolf Boy (늑대소년)
- 2014: Thread of Lies (우아한 거짓말)
- 2015: Snowy Road (눈길 Nungil)
- 2016: A Letter from Prison (특별수사: 사형수의 편지)
- 2017: Along with the Gods: The Two Worlds (신과함께-죄와 벌)
- 2018: Along with the Gods: The Last 49 Days (신과함께-인과 연)
- 2018: Youngjoo (영주)

### Fernseh- und Webserien
- 2007: Salt Doll (소금인형, SBS)
- 2007: Bad Couple (불량 커플, SBS)
- 2007: Cruel Love (못된 사랑, KBS2)
- 2008: Night After Night (밤이면 밤마다, MBC)
- 2009: Hero (히어로, MBC)
- 2011: Pluto Secret Society (플루토 비밀결사대, EBS)
- 2013: The Queen’s Classroom (여왕의 교실, MBC)
- 2017: Sweet Revenge (복수노트, oksusu)

## Auszeichnungen
Blue Dragon Awards
- 2018: Auszeichnung in der Kategorie Beste Nebendarstellerin für Along with the Gods: The Two Worlds